# Werner Eisenhut
Werner Eisenhut (* 30. Januar 1922 in Nürnberg; † 6. Juli 2011 in Berlin) war ein deutscher Klassischer Philologe.

## Werdegang
Nach dem Abitur in Nürnberg im Jahr 1940 studierte Eisenhut von 1942 bis 1948 an der Universität München Klassische Philologie, Sprachwissenschaft und Geschichte. 1949 promovierte er ebenda bei Friedrich Klingner zum Thema Properz-Studien. Anschließend arbeitete er als wissenschaftlicher Assistent an der Universität Erlangen. 1957 wechselte er an die Freie Universität Berlin, wo er sich 1969 bei Franco Munari und Paul Moraux zum Thema Virtus Romana habilitierte und 1971 zum Professor ernannt wurde. 1989 trat er in den Ruhestand.
Zu Werner Eisenhuts bekanntesten Werken zählt seine Einführung in die antike Rhetorik und ihre Geschichte (Darmstadt 1974), die 1975 und 1982 in revidierten Auflagen erschien (1990 unverändert nachgedruckt). Neben seiner Forschungstätigkeit ist er als Übersetzer und Herausgeber zweisprachiger lateinischer Textausgaben hervorgetreten. Die größte Bekanntheit erlangte sein Werk Die lateinische Sprache – Ein Lehrgang für deren Liebhaber, das zuerst 1959 im Heimeran-Verlag München erschien und mehrfach wiederaufgelegt wurde, zuletzt 2013.

## Schriften (Auswahl)
- Properz-Studien. München 1948 (Dissertation)
- mit Wilhelm Schöne: Sallust / Gaius Sallustius Crispus. München 1950. 2., vermehrte Auflage 1960. 3. Auflage 1965 (Sammlung Tusculum)
- Catull. München 1956. 6. Auflage 1968. 9. Auflage 1986. 10. Auflage 1993 (Sammlung Tusculum)
- Dictys Cretensis Ephemeridos belli Troiani libri a Lucio Septimio ex Graeco in Latinum sermonem translati. Accedit papyrus Dictyis Graeci ad Tebtunim inventa. Leipzig 1958. 2. Auflage 1973. Nachdruck 1994, ISBN 978-3-8154-1301-2 (Bibliotheca Teubneriana)
- Die lateinische Sprache. Ein Lehrgang für deren Liebhaber. München 1959. 4. Auflage 1970. 5., verbesserte und erweiterte Auflage 1985. 6., durchgesehene Auflage 1989. 7. Auflage 1991. 8. Auflage 1996. Neudruck, Düsseldorf 2005, ISBN 978-3-491-69133-9. Neudruck, Augsburg 2008, ISBN 978-3-8289-2225-9. Neudruck, Berlin 2013, ISBN 978-3-411-16020-4
- Antike Lyrik. Darmstadt 1970. 2., unveränderte Auflage 1995, ISBN 978-3-534-03842-8 (= Ars interpretandi 2)
- Virtus Romana. Ihre Stellung im römischen Wertsystem. München 1973 (Habilitationsschrift; = Studia et testimonia antiqua 13)
- Einführung in die antike Rhetorik und ihre Geschichte. Darmstadt 1974. 2. Auflage 1977. 3., durchgesehene Auflage 1982. 4., unveränderte Auflage 1990. 5., unveränderte Auflage 1994, ISBN 978-3-534-04177-0
- Properz. Darmstadt 1975 (Wege der Forschung 237)
- Catulli Veronensis liber. Leipzig 1983 (Bibliotheca Teubneriana)
- mit Josef Lindauer: Sallust: Werke. München/Zürich 1985 (Sammlung Tusculum). 2. Auflage 1994